# 大留城
大留城 （おおどめじょう） は、愛知県春日井市にあった室町時代の平城。

## 概要
現在は子安神明社、畑、宅地になっており、開発により遺構はほとんど壊されたが子安神明社の北側に二の丸の空堀だけが残る。近くには大留荒子古墳や下大留城跡地がある。

## 歴史
天文15年（1546年）に村瀬作左衛門が築城した。天正12年（1584年）小牧・長久手の戦いの際には、豊臣秀吉側に味方した。
池田恒興が率いる大軍は、大留城内で城主である村瀬作左衛門らと軍議を開いたが、翌日に長久手で徳川家康軍に敗れて、村瀬作左衛門も池田恒興、森長可らとともに討死し、大留城は廃城になった。

## 所在地
愛知県春日井市大留町6丁目20-8

## ギャラリー
- 東の二の丸の空堀
- 北の二の丸の空堀